# Esperantujo

Mappa dell'Esperantujo

Esperantujo (lett. "Paese dell'esperanto") è la comunità di coloro che parlano e studiano l'esperanto. Il termine richiama volutamente, nella sua struttura, un nome di nazione: in esperanto, i nomi di nazione sono formati tramite l'aggiunta del suffisso -ujo al nome della relativa popolazione (per esempio franco-Francujo, italo-Italujo). Più recentemente è invalso l'uso del suffisso -io (italo-Italio, franco-Francio), e di conseguenza si è affermata anche la forma Esperantio.

## Storia

### Nazioni e Micronazioni esperantiste
L'esperanto è stato assunto da alcune Micronazioni come propria lingua ufficiale:
- "Libero Territorio di Moresnet" o "Stato Esperantista Indipendente di Amikejo"
- "Libero Territorio dell'Isola delle Rose" o "Repubblica Esperantista dell'Isola delle Rose"

### Esperanta Civito
Il 2 giugno 2001 alcune organizzazioni esperantiste europee hanno fondato la Esperanta Civito, che aspira a divenire soggetto di diritto internazionale e a rafforzare i legami fra gli esperantisti che si considerano appartenenti ad una diaspora linguistica priva di rappresentanza territoriale. Tale organizzazione fornisce una propria definizione di Esperantujo, basata sui principi del raumismo.

## Geografia

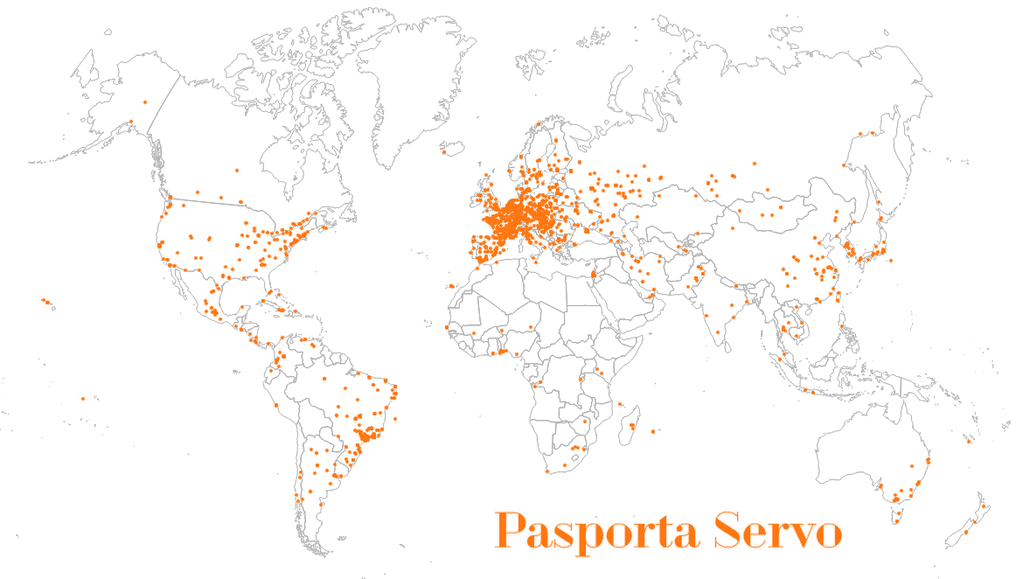
Diffusione del servizio Pasporta Servo nel mondo.

## Media

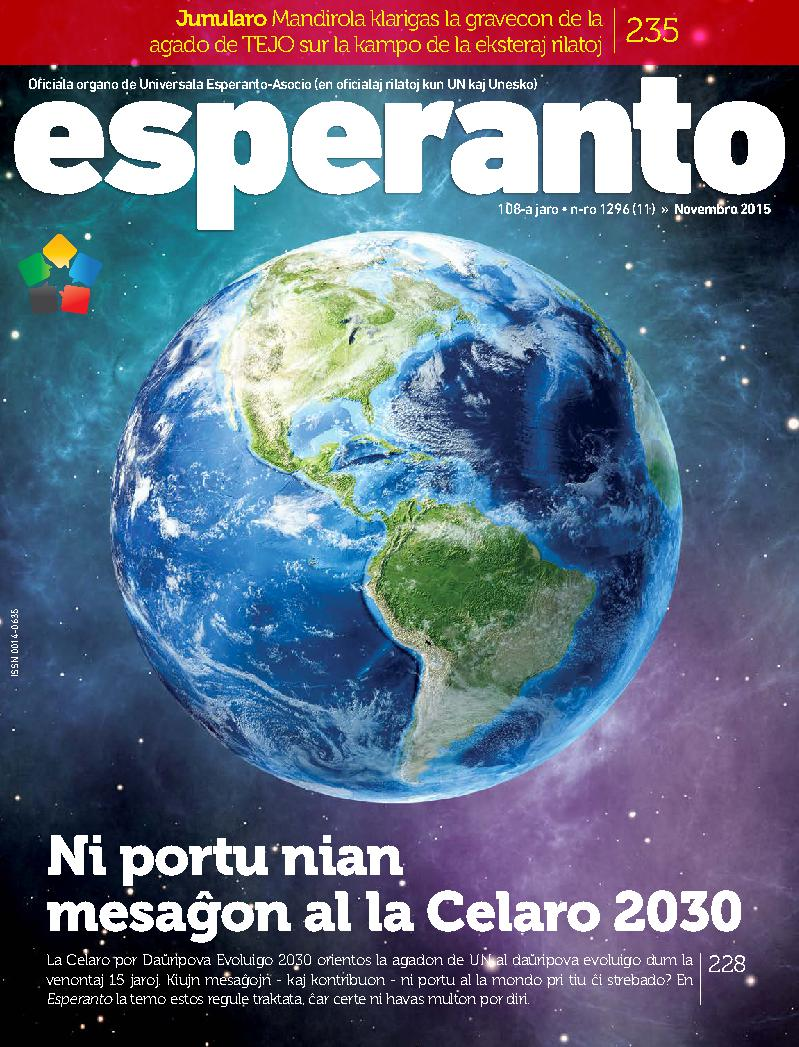
Esperanto